# Capilla de los Remedios
Capilla de los Remedios är en ort i Mexiko.   Den ligger i kommunen Cusihuiriachi och delstaten Chihuahua, i den nordvästra delen av landet, 1 300 km nordväst om huvudstaden Mexico City. Capilla de los Remedios ligger 2 137 meter över havet och antalet invånare är 175.
Terrängen runt Capilla de los Remedios är platt åt nordväst, men åt sydost är den kuperad. Runt Capilla de los Remedios är det mycket glesbefolkat, med 2 invånare per kvadratkilometer. Närmaste större samhälle är Colonia Cusi, 10,6 km norr om Capilla de los Remedios. Omgivningarna runt Capilla de los Remedios är i huvudsak ett öppet busklandskap.